# Dănilă Gabor
Dănilă Gabor (n. 1885, Voila, comitatul Făgăraș, Austro-Ungaria – d. 1 iulie 1923, Voila, județul Făgăraș, România). A fost inginer la Ministerul Lucrărilor Publice, Serviciul de Poduri și șosele Directoratul Cluj și delegat la Marea Adunare Națională de la Alba Iulia din 1 decembrie 1918.